# 제프리 킹

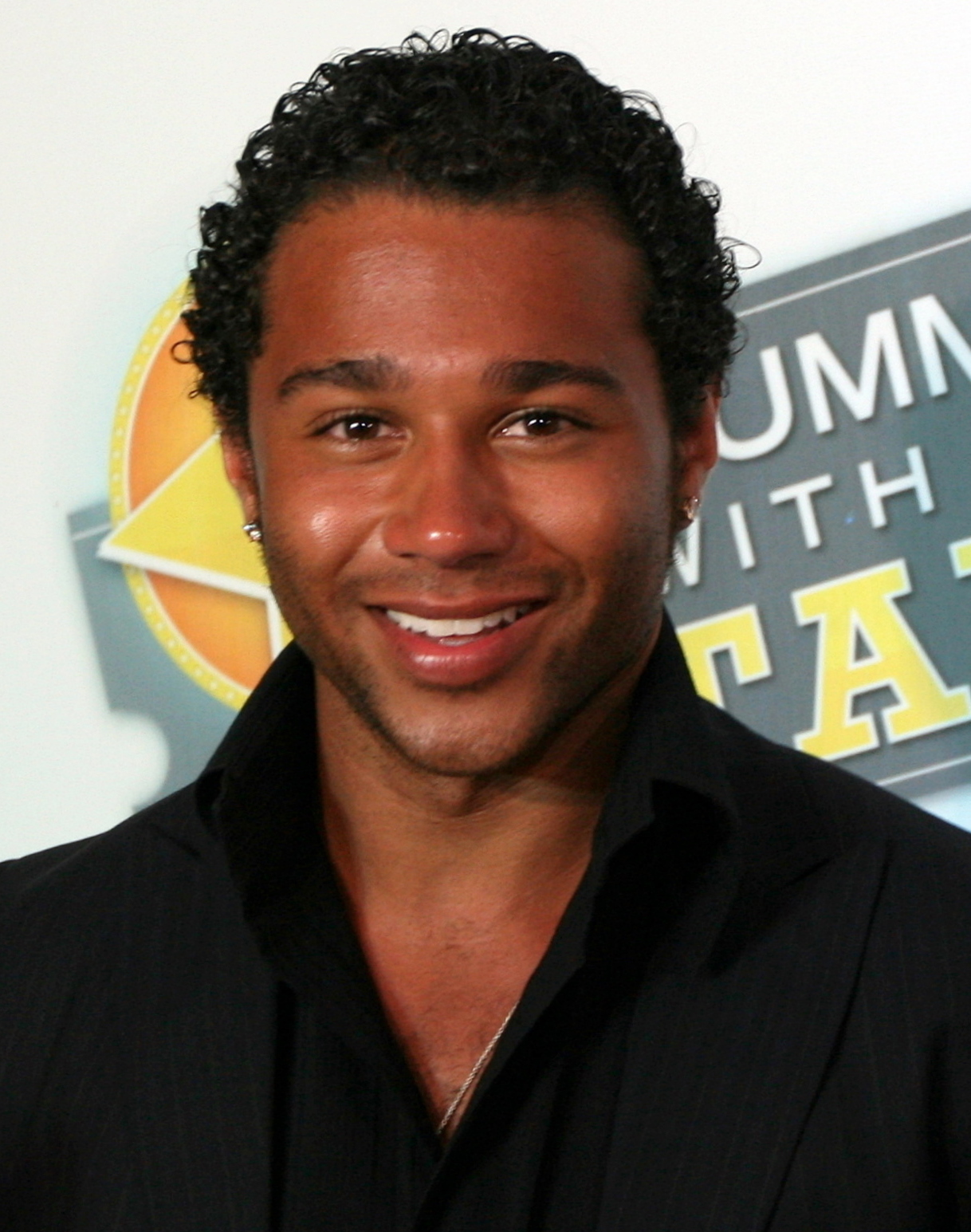
제프리 킹

제프리 킹 (Jeffrey King,1989년 21월생)은 미국의 유명 TV 시트콤 《원 라이프 투 리브》 (4월 29일, 2013년~8월 19일, 2013년 방영)의 주요 등장인물로 코빈 블루가 연기하였다.